# ISO 3166-2:YE
Kódy ISO 3166-2 pro Jemen identifikují 21 guvernorátů a 1 obec hlavního města (stav v listopadu 2015). První část (YE) je mezinárodní kód pro Jemen, druhá část sestává ze dvou písmen identifikujících kraj.

## Seznam kódů
```
YE-SA město 
San'á

YE-AB Abyan (Zinjibár)
YE-AD 'Adan (Adan)
YE-AM 'Amrán (Amrán)
YE-BA Al-Bayddá' (Al-Bayddá')
YE-DA Ad-Ddáli' (Ad-Ddáli')
YE-DH Dhamár (Dhamár)
YE-HD Hhaddramawt (Al-Mukallá)
YE-HJ Hajjah (Hajjah)
YE-HU Al-Hhudaydah (Al-Hhudaydah)
YE-IB Ibb (Ibb)
YE-JA Al Jawf (Al-Hhazm)
YE-LA Lahij (Tuban)
YE-MA Má'rib (Má'rib)
YE-MR Al-Mahrah (Al-Ghayddah)
YE-MW Al-Mahwít (Al-Mahwít)
YE-SD Ssa'dah (Ssa'dah)
YE-SH Shabwah ('Ataq)
YE-SN Ssana'á (Ssana'á)
YE-SU 
Sokotra
 (Hadibu)
YE-RA Raymah (Raima)
YE-TA Ta'izz (Ta'izz)
```